# Hypodynerus heptagonalis
Hypodynerus heptagonalis är en stekelart som beskrevs av Brethes 1903. Hypodynerus heptagonalis ingår i släktet Hypodynerus och familjen Eumenidae. Inga underarter finns listade i Catalogue of Life.